# Стольников, Яков Яковлевич
Яков Яковлевич Стольников (13 сентября 1850, Орловская губерния — 1894, Ялта, Таврическая губерния) ― русский учёный, терапевт, доктор медицины, ординарный профессор Варшавского университета.

## Биография
Родился 13 сентября 1850 года в Орловской губернии в семье священника. Учился в Орловской духовной семинарии. Затем поступил в Санкт-Петербургский университет, откуда перешел в Императорскую медико-хирургическую академию, которое окончил с золотой медалью в 1878 году. Учился под руководством профессора Сергея Петровича Боткина.
В 1880 году защитил докторскую диссертацию «Об изменениях поджелудочной железы при лихорадке». После этого уехал за границу с научной командировкой, где пробыл два года и работал под руководством профессоров Людвига, Коха и Баумана.
По предложению Баумана в 1886 году стал профессором пропедевтики внутренних болезней, заведующим кафедрой госпитальной терапевтической клиники Варшавского университета.
Был опытным диагностом, знал фармакологию. Написал более 50 научных работ по физиологии и клинической медицине.
Заболел туберкулёзом и был отправлен на лечение в Крым. Умер 26 июля 1894 года в Ялте.

## Научные публикации
- Появление слюнотечения при электрическом раздражении седалищного нерва
- О новом способе количественного определения белка в моче (все три в «Прот. С. Русск. Врач.», 1875-76)
- Влияние лихорадки на дыхательные мышцы и на упругость легких
- Об отношении хлороформа к брожении
- Клинический способ распознавания сахара в моче, содержащей белок
- Количественное определение и моче белка (все четыре там же, 1877-78 г. № 29-32)
- Сохранение молока от порчи хлороформом
- Пнеумометрия у лихорадочных больных" («Мед. Вестн.», 1876, № 41)
- О мокротном бродиле («Воен.-мед. журнал», 1878, ч. 131, II)
- Об изменении чувствительности человека под влиянием общих теплых и холодных ванн (там же, 1878, VΙ)
- Гемоглобинурия («Арх. Боткина», 1880 г. VI); «О тепличном раздражении нервов» (там же, VІ)
- Физиологическое значение пептонов («Глеб. Сборн.», 1881)
- Жаропонижающее действие хронического воспаления почек
- Опыты над временными соединениями vena portae с vena jugular. externa («Врач. Вед.», 1881, № 4)
- Роль печеночных вен в печеночном и общем кровообращении («Газ. Ботк.», 1882 г., № 8-11)
- Колебания в выделении мочевины и мочевой кислоты у тифозных больных под влиянием фарадизации печени («Арх. Ботк.», VІ и «Газ. Ботк.», 1882, № 37-40) *Раздражение печени электрическим током по отношению к мочевине («Арх. Боткина», VІ)[4]